# Fuchsia kirkii
Cet article concerne Fuchsia kirkii Hook.f. ex Kirk, 1868. Pour Fuchsia kirkii Hook.f., 1871, voir Fuchsia procumbens.
Espèce
Fuchsia kirkii est une espèce de plantes à fleurs dicotylédones de la famille des Onagraceae. Ce fuchsia est originaire du sud de la Nouvelle-Zélande.

## Classification
L'espèce a été publiée en 1868 par le botaniste Thomas Kirk, à la suite des travaux de description de Joseph Dalton Hooker. L'épithète spécifique « kirkii » signifie « de Kirk ».
Publication originale : Transactions and Proceedings of the New Zealand Institute 1: 92. 1868.
Le taxon homonyme Fuchsia kirkii Hook. f. tout court, publié en 1871, est quant à lui synonyme de Fuchsia procumbens  R. Cunn. ex A. Cunn,.